# Grundwiesentalbach
Der Grundwiesentalbach ist der etwa fünf Kilometer lange, nordnordwestliche und orographisch rechte Quellbach auf dem hydrologischen Nebenstrang des Hausener Mühlbachs im unterfränkischen Landkreis Schweinfurt. Der auf dem Gebiet der Gemeinden Üchtelhausen und Schonungen fließende Bach ist ein grobmaterialreicher, karbonatischer Mittelgebirgsbach in der  Schweinfurter Rhön (Hesselbacher Waldland).

## Geographie

### Verlauf

#### Oberlauf
Der Grundwiesentalbach entspringt am Südrand des als Ortsteil zur Großgemeinde Üchtelhausen gehörenden Dorfs Hesselbach, in einer Grünzone südlich der katholischen Kirche St. Philippus und Jakobus.

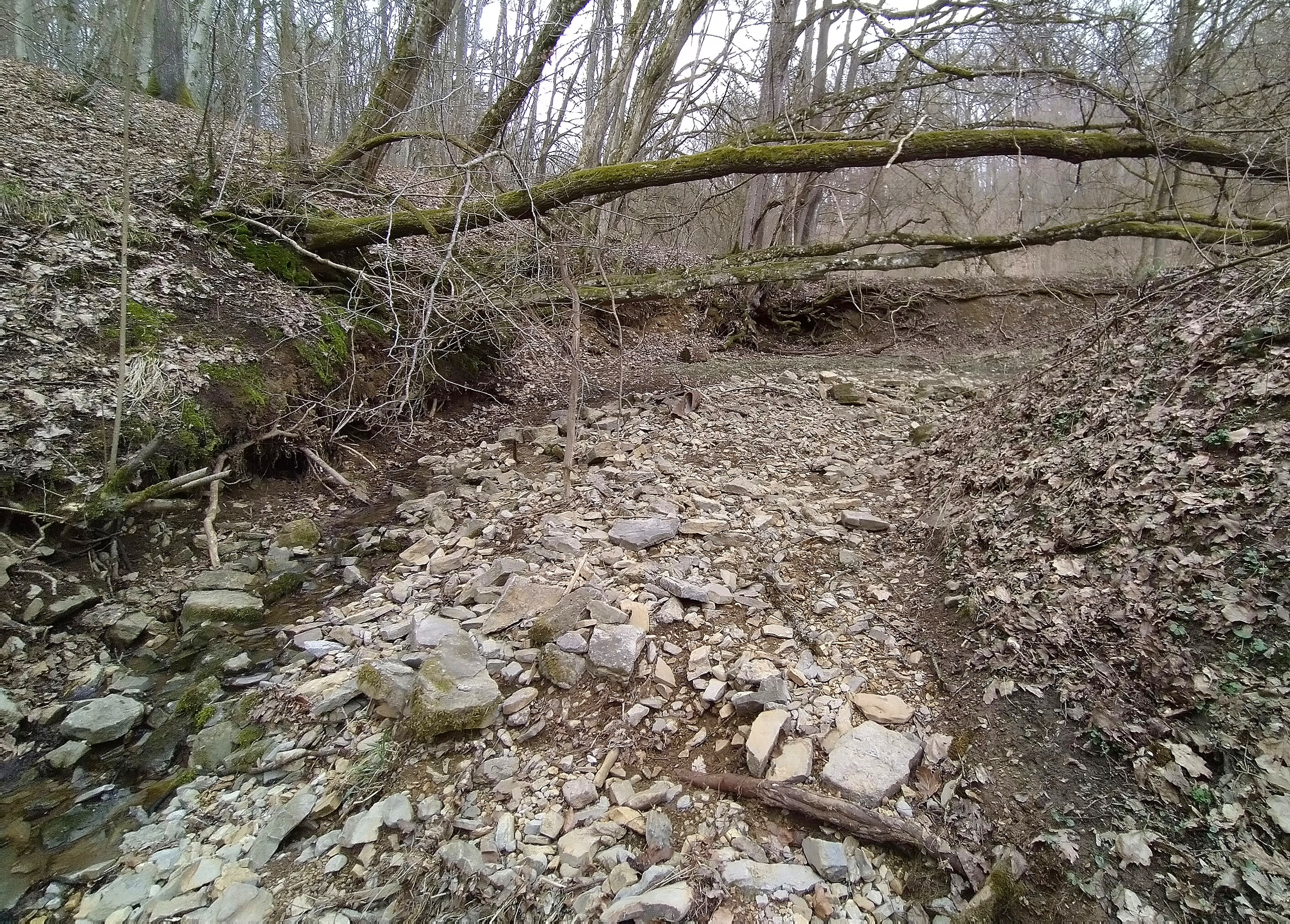
Grundwiesentalbach
im Hesselbacher Grund

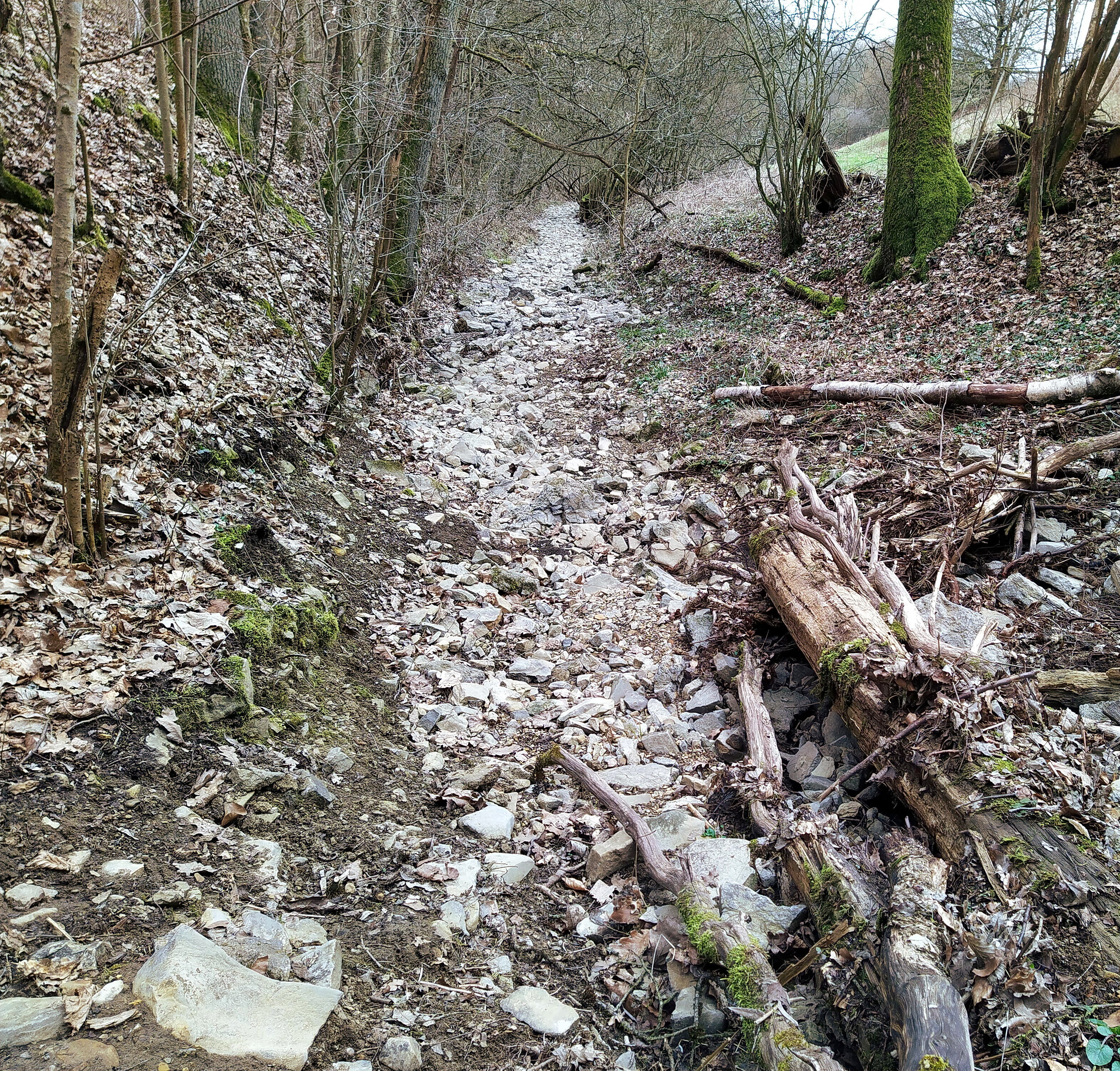
Versiegter Grundwiesentalbach
im Hesselbacher Grund

Nach wenigen Metern wird der Grundwiesentalbach auf seiner linken Seite von einem weiteren Quellast verstärkt. Er fließt zunächst in Richtung Südwesten knapp 50 m unterirdisch verdolt durch die Flur Dorfwiesen an der Liborius-Wagner-Straße entlang, taucht dann an der Oberfläche auf und läuft durch Felder und Wiesen an einer Kläranlage vorbei. Dort wird er auf seiner rechten Seite von einem Feldgraben verstärkt. Der Grundwiesentalbach zieht bei der Herrnspitze an Brachflächen mit naturnahen Hecken und Magerrasen vorbei und betritt dann das Landschaftsschutzgebiet Hausener Tal.
Ungefähr 600 m östlich von dort entspringt der Eichenbühlgraben, der in den Wollenbach mündet. Der Grundwiesentalbach zieht nun am Westfuß des 372 m hohen Hartbergs entlang. Gut 200 m bachabwärts fließt ihm wiederum von rechts ein weiterer Graben zu. Er läuft nun durch das sich mehr und mehr verengende Grundwiesental am westlichen Rand eines Laubwaldes entlang, betritt dann bei der Flur Untere Grundwiesen den Wald und wird ab dort von einem Waldweg begleitet, der sowohl von Radfahrer, als auch von Wanderer genutzt wird. Der Bach verschwindet nun unter die Erde und taucht dann gut 100 m bachabwärts wieder an der Oberfläche auf. Ab dort führt er nur noch intermittierend Wasser. Kurz danach wird er von einem Steg überbrückt, auf dem der Friedrich-Rückert-Wanderweg entlang läuft, der den Bach nun auf der rechten Seite eine Zeitlang begleiten wird.
Der Grundwiesentalbach fließt nun südwärts zwischen der Waldabteilung Rothschlag im Westen und Herrenholz im Osten durch das eng Tal, passiert dann die Gemarkungsgrenze von Hesselbach nach Hausen, welche gleichzeitig die beiden Gemeinden Üchtelhausen und Schonungen trennt und betritt etwa 100 m danach das Naturschutzgebiet Hausener Talhänge.

#### Hesselbacher Grund
Etwas bachabwärts wird der Bach von einem weiteren Steg überbrückt. Er fließt nun gesäumt von Gewässer-Begleitgehölzen durch den Hesselbacher Grund. Beim Waldgewann Der Schonunger Strich liegen etwa 250 m vom Bachbett entfernt auf seiner linken Seite die Überreste einer Siedlung aus der Zeit des Neolithikums. Ab dort wird der er auf seiner linken Seite von einem Wanderweg begleitet, der ihn nach etwa 400 m überquert und sich dann in Richtung Nordwesten wieder von ihm entfernt. Der Bach zieht nun am Westhang des 356 m hohen Tannenbergs entlang und wird dann auf seiner rechten Seite von einem knapp 300 m langen Wasserlauf gestärkt und der Grundwiesentalbach führt ab dort nun wieder ganzjährig Wasser.
Der Bach läuft nun, begleitet von einem Feldweg auf seiner rechten Seite, durch artenreiches Extensivgrünland mit mesophilen Gebüschen und Streuobstbeständen am Westrand eines Laubwaldes entlang und wird von einer Furt gekreuzt. Ungefähr 400 m östlich liegt ein Bestattungsplatz mit Grabhügeln der Hallstattzeit. Etwas bachabwärts quert ihn der Weg ein zweites Mal in einer Furt und der Bach zieht entlang der Lauerleite weiter nach Süden. 200 m später wurde er früher beim Schmiedsgraben auf seiner rechten Seite von einem Bächlein gespeist. Gleich danach steht auf seiner rechten Seite etwa 100 entfernt bei einem örtlichen Wanderweg eine Mariengrotte (⊙).

#### Hausen
Der Grundwiesentalbach erreicht nun den Nordrand des Pfarrdorfs Hausen, wo er das Naturschutzgebiet verlässt und verrohrt in den Untergrund verschwindet. Der Bach zieht dann unter der Erde und nördlich der Friedhofsstraße  zunächst an dem Sportplatz der SG 1949 Hausen und dann an dem Friedhof vorbei.
Der Grundwiesentalbach kreuzt noch die Hausener Hauptstraße, läuft dann an der Straße Katzenbunnen an dem gleichnamigen Brunnen vorbei und vereinigt sich schließlich nördlich der Parkanlage Hausen auf einer Höhe von 241 m ü. NHN unterirdisch verdolt  mit dem aus dem Nordnordosten kommenden Wollenbach zum Hausener Mühlbach.

### Einzugsgebiet
Das Einzugsgebiet des Grundwiesentalbachs liegt im Hesselbacher Waldland und wird durch ihn über den Hausener Mühlbach, die Steinach, den Main und den Rhein zur Nordsee entwässert.
Es grenzt
- im Nordosten und Osten an das Einzugsgebiet des Wollenbachs und
- im Westen an das Wildbachs, der über den Meerbach in den Main mündet.

Die höchste Erhebung ist ein namenloser Hügel mit einer Höhe von 412 m ü. NHN im Norden des Einzugsgebiets.

## Naturschutzgebiet Hausener Talhänge
Das 145,72 ha große Naturschutzgebiet Hausener Talhänge liegt im Naturraum Hesselbacher Waldland und wurde im Jahre 2002 unter Schutz gestellt.

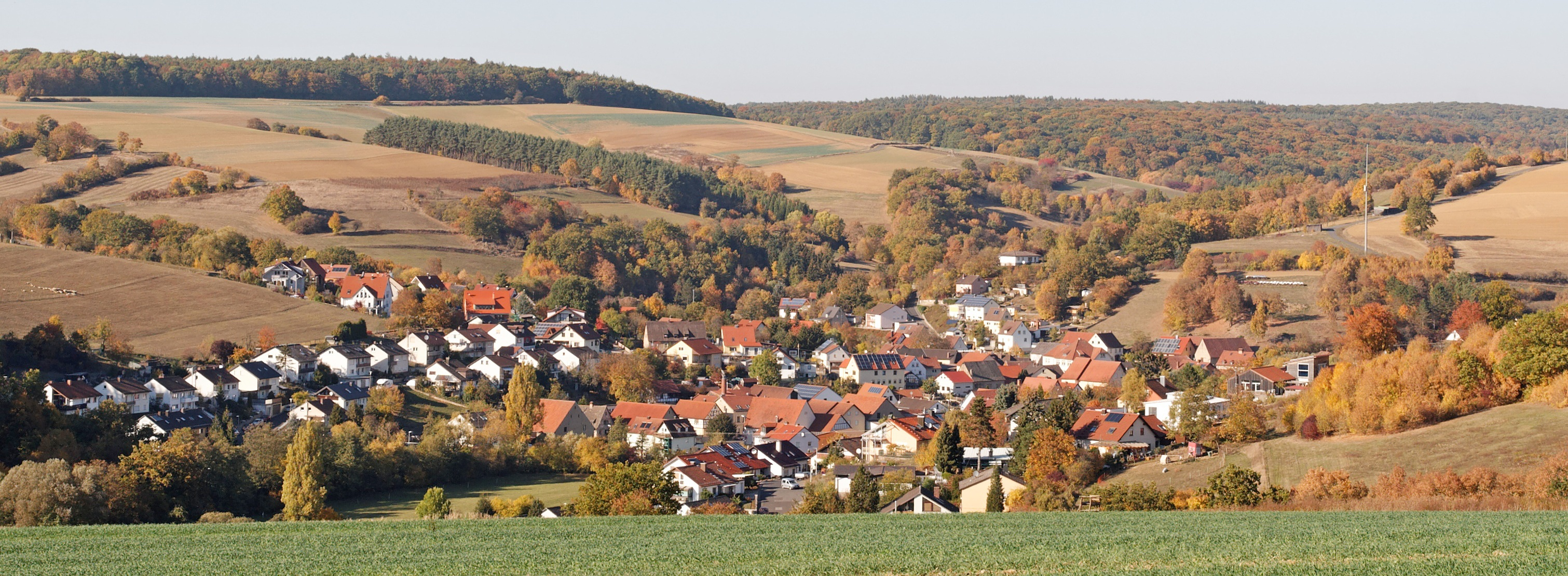
Blick über Hausen auf das Naturschutzgebiet Hausener Talhänge (rechts hinter dem Dorf)

### BayernAtlas („BA“)
Amtliche Online-Gewässerkarte mit passendem Ausschnitt und den hier benutzten Layern: Verlauf des Wollenbachs

Allgemeiner Einstieg ohne Voreinstellungen und Layer: BayernAtlas der Bayerischen Staatsregierung (Hinweise)
1. 1 2  Höhe abgefragt auf dem Hintergrundlayer Amtliche Karte (Rechtsklick).
2. ↑  Länge abgemessen auf dem Hintergrundlayer Amtliche Karte.

### Sonstige
1. ↑  Brigitte Schwenzer: Geographische Landesaufnahme: Die naturräumlichen Einheiten auf Blatt 140 Schweinfurt. Bundesanstalt für Landeskunde, Bad Godesberg 1968. → Online-Karte (PDF; 4,3 MB)
2. ↑  Bezeichnung nach der Karte des Königreichs Bayern von 1848
3. ↑  Friedrich Rückert Wanderweg, Tourismus-Zweckverband Schweinfurt 360°
4. ↑  D-6-5927-0078 Siedlung des Neolithikums
5. ↑  D-6-5927-0080 Bestattungsplatz mit Grabhügeln der Hallstattzeit
6. ↑  Schmiedsgraben auf der  Uraufnahme (1808-1864)